# Clidemia myrmecina
Clidemia myrmecina là một loài thực vật có hoa trong họ Mua. Loài này được Gleason mô tả khoa học đầu tiên năm 1950.